# آلیسیا ارمیدا
آلیسیا اِرمیدا (اسپانیایی: Alicia Hermida‎؛ ‏ ۲۶ سپتامبر ۱۹۳۲ – ۹ فوریهٔ ۲۰۲۲) بازیگر و مدرس بازیگری اهل اسپانیا بود. وی هنرپیشگی را از سن ۱۳ سالگی آغاز کرد.
از فیلم‌ها یا برنامه‌های تلویزیونی که وی در آنها نقش داشته‌است می‌توان به ساعات شیرین، بگو چطور شد و دختران زرین اشاره کرد.